# أمين طبرق
امين طبرق (بالتركية: Mehmet Emin Toprak)‏ هو ممثل تركي، ولد في 11 أكتوبر 1974 في تركيا، وتوفي بنفس المكان في 2 ديسمبر 2002 بسبب حادث مرور.

## أعمال

### أفلام
- (1997) قصبة
- (1999) سحب مايو
- (2002) بعيد[3]
- (2011) حدث ذات مرة في الأناضول[4]

## وصلات خارجية
- أمين طبرق على موقع IMDb (الإنجليزية)
- أمين طبرق على موقع ألو سيني (الفرنسية)
- أمين طبرق على موقع أول موفي (الإنجليزية)
- أمين طبرق على موقع قاعدة بيانات الأفلام السويدية (السويدية)
- أمين طبرق على موقع قاعدة بيانات الفيلم (الإنجليزية)
- أمين طبرق على موقع كينوبويسك (الروسية)